# Instituto

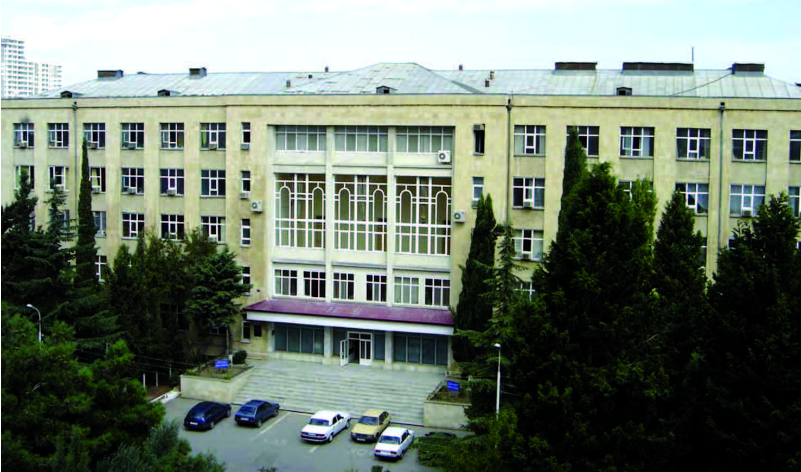
Fachada de un instituto.

En una de sus acepciones, un instituto es un organismo o asociación de carácter permanente creado para una finalidad específica, que puede ser de índole investigativa, cultural, educativa, religiosa o de servicios.

## Etimología
La palabra instituto proviene del latín institutum, que significa «facilidad» o «hábito»; así como de la palabra «instituere», cuyo significado es «construir», «crear», «criar» o «educar».

## Cultura
Se le da el nombre de Instituto a aquellas organizaciones estatales (o bajo patrocinio estatal) que aglutinan en su seno a diversas academias de ciencias, artes y otros estudios. Habitualmente se le denomina "Instituto de..." seguido del nombre del país o lugar.
La más antigua de ellas en la actualidad es el Instituto de Francia, que aglutina a diversas academias del saber de ese país (ej. la Academia Francesa). A su imagen y semejanza se crearon otras en algunos países, como el Instituto de España (que acoge las Reales Academias) o el Instituto de Chile.

## Educación
- Educación secundaria
  - En España,  Argentina, Colombia, Ecuador, y en algunos casos en Chile y en México, se denominan así a los institutos de educación secundaria, como por ejemplo, el Instituto San Sebastián de Yumbel o el Instituto de Educación Secundaria Alfonso X el Sabio.
- Educación superior
  - Hay instituciones de educación superior denominados institutos, como el Instituto Tecnológico y de Estudios Superiores de Monterrey o el Instituto de Tecnología de Massachusetts, que imparten programas tanto de grado como de postgrado, así como Institutos profesionales en Chile, Ecuador, Perú y México que otorgan títulos profesionales, en Argentina existen institutos terciarios de formación Docente y Técnica regulados por los gobiernos provinciales. También existen Institutos universitarios dentro de las universidades que emiten titulaciones propias.

## Servicios
- Organismos de servicio público, como el Instituto Nacional de Estadística o el Instituto Nacional de la Vivienda de España.
- Centros de servicios privados como los denominados institutos de belleza (otro nombre de las estéticas.

## Religión
- Los institutos religiosos y los institutos seculares.

## Milicia
- Institutos de naturaleza militar, como la Guardia Civil.

## Deporte
- Instituto Atlético Central Córdoba, más conocido como Instituto de Córdoba, un equipo de fútbol argentino de primera división.
- Club Deportivo Instituto Tráfico, más conocido como Instituto Tráfico de Frías, un equipo de fútbol argentino de cuarta división.